# Pont de l'Harteloire
El pont de l’Harteloire se encuentra situado en Brest, Francia, ubicado sobre el Río Penfeld con vistas al arsenal, siendo su ubicación la del antiguo puente transbordador de la Marina destruido durante la Segunda Guerra Mundial.
- Datos: Q3397342
- Multimedia: Pont de l'Harteloire / Q3397342